# Nyomnorma
A nyomnorma (angolul trace norm) a következő módon van meghatározva egy {\displaystyle m\times n}-es A mátrixra:
{\displaystyle \|A\|_{tr}=\operatorname {Sp} ({\sqrt {AA^{H}}})=\sum _{i=1}^{\min\{m,\,n\}}\sigma _{i}.}
Itt {\displaystyle \operatorname {Sp} (M)} az {\displaystyle M} mátrix nyomát, {\displaystyle \sigma _{i}} pedig az A mátrix szinguláris értékeit jelölik.
A definícióból látható, hogy a Frobenius-normánál sohasem ad kisebb értéket.